# Adail Carneiro
José Adail Carneiro Silva mais conhecido como Adail Carneiro (Solonópole, Ceará, 11 de julho de 1963) é um político brasileiro do Ceará, filiado ao Partido Social Democrático (PSD).

## Biografia
Nasceu em 11 de julho de 1963, na cidade de Solonópole. É filho de Vicente José da Silva (funcionário público federal do DNOCS) e de Maria Terezinha Carneiro da Silva (Prendas do Lar), ambos falecidos. Com pouco mais de um ano de idade, foi morar no distrito de Bonhu no município de Russas. Aos 17 anos passou a residir em Fortaleza, junto com dois irmãos, matriculando-se no Colégio Liceu do Ceará, onde concluiu o 2.º grau em 1983 (hoje ensino médio). No ano de 1987, começou seu primeiro empreendimento, o qual foi considerado o mais importante do grupo por tratar-se de empregar diretamente cerca de 350 famílias só no município de Fortaleza, explorando o ramo de locação de veículos através da terceirização.[carece de fontes?]
Em 2004, o empresário Adail Carneiro tentou registrar sua candidatura para prefeito de Russas pelo PMDB, mas houve problemas e seu registro foi "indeferido", levando o partido a renunciar sua candidatura. 
Nas eleições de 2006, Adail concorreu ao seu primeiro mandato de deputado estadual pelo PSL. Ao receber quase 30.000 votos, conseguiu obter a segunda suplência do seu partido. Ficou atrás do deputado Hermínio Resende e do também político russano Weber Araújo.
Nas eleições de 2008, Adail foi candidato a vice-prefeito de Russas pelo PMDB na chapa de Weber Araújo (que transferiu-se para o PRB). Antes da eleição, porém, Adail renunciou a candidatura para assumir a vaga de deputado estadual, após a retirada de Hermínio Resende. 
Em 2010, agora filiado ao PDT, Adail obteve o apoio 35 mil cearenses, conquistando a vaga de 1.º Suplente de Deputado Estadual. Durante a licença do Deputado Delegado Cavalcante, conseguiu assumir durante algum tempo o mandato de deputado.
Nas eleições municipais de 2012, Adail foi candidato a prefeito pelo PDT através da coligação "Avança Russas". No entanto, antes do dia decisivo, Adail retirou a candidatura para apoiar um candidato mais bem colocado nas pesquisas, especialmente porque a cidade de Russas não poderia ter segundo turno.
Em 2014, Adail decidiu ser candidato a deputado federal pelo PHS. Ao final da eleição, obteve uma expressiva votação com 113.885 mil votos elegendo-se para a Câmara dos Deputados. Foi sua primeira eleição vitoriosa para o Parlamento (sem precisar de suplência).
Depois de eleito, filiou-se ao Partido Progressista em 2016. Licenciou-se do mandato durante algum tempo para servir como Assessor Especial do Governo do Estado do Ceará.
Na votação sobre a admissibilidade do processo de impeachment da Presidente Dilma Rousseff, o deputado Adail Carneiro ganhou destaque na mídia por ter mudado seu posicionamento de última hora e colocar-se de forma contrária ao governador do Ceará, Camilo Santana. Essa atitude levou Adail à oposição no Estado do Ceará, tornando impossível sua manutenção na assessoria especial do Governo Estadual. Portanto, votou favorável ao impeachment.
Nas eleições de 2018, foi candidato a deputado federal pelo Podemos, mas não conseguiu ser reeleito, obtendo cerca de 64 mil votos (redução de quase 50% do número de votos de sua eleição anterior). Com essa votação, Adail ficou como segundo suplente da coligação MDB/PHS/Avante/SD/PSD/PSC/PODE/PRB que elegeu Moses Rodrigues, Genecias Noronha e Domingos Neto.
Em 19 de novembro de 2020 teve sua prisão preventiva decretada em investigação de desvio de recursos públicos, fraudes em licitações e lavagem de dinheiro.